# FE-Schrift

Czcionka FE-Schrift

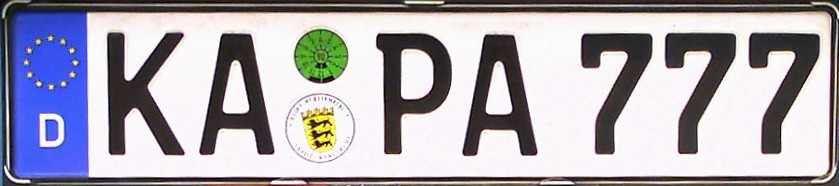
FE-Schrift na niemieckiej rejestracji

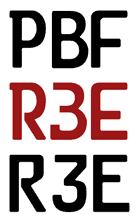
Przykład zapobiegania fałszerstwu; litery PBF (u góry) zostają przerobione na R3E (w środku). U dołu prawidłowy kształt R3E

Czcionka FE-Schrift (pełna nazwa w j. niem. fälschungserschwerende Schrift – pismo utrudniające fałszerstwa).

## Charakterystyka
Kształt liter wynika z dwóch założeń:
- łatwość automatycznego (maszynowego) rozpoznawania
- trudność fałszowania liter (poprzez zaklejanie lub doklejanie elementów).

## Historia
Czcionka została zaprojektowana na przełomie lat siedemdziesiątych i osiemdziesiątych XX w. przez Karlgeorga Hoefera.
Pismo jest od grudnia 2000 roku używane do składania napisów na tablicach rejestracyjnych w Niemczech.
Czcionka jest także wykorzystywana na tablicach rejestracyjnych w Bośni i Hercegowinie, na Sri Lance, Malcie, w Urugwaju, RPA i innych.

FE-Schrift
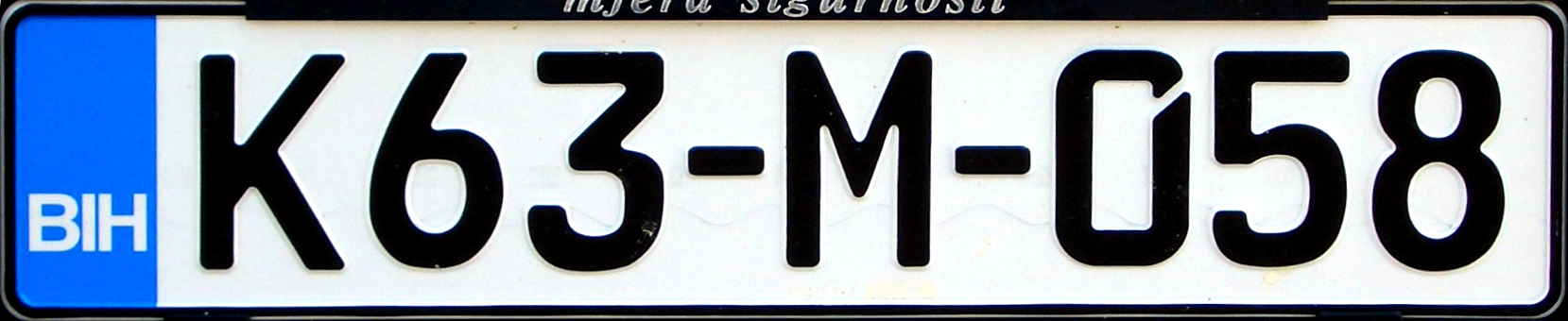
Bośnia i Hercegowina
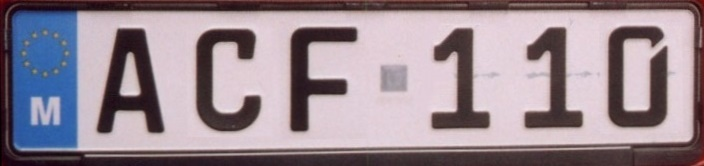
Malta
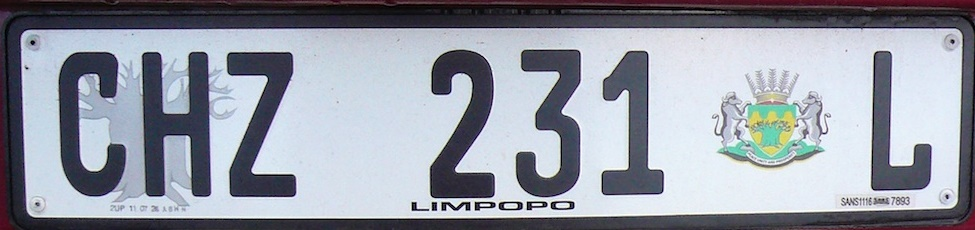
Południowa Afryka
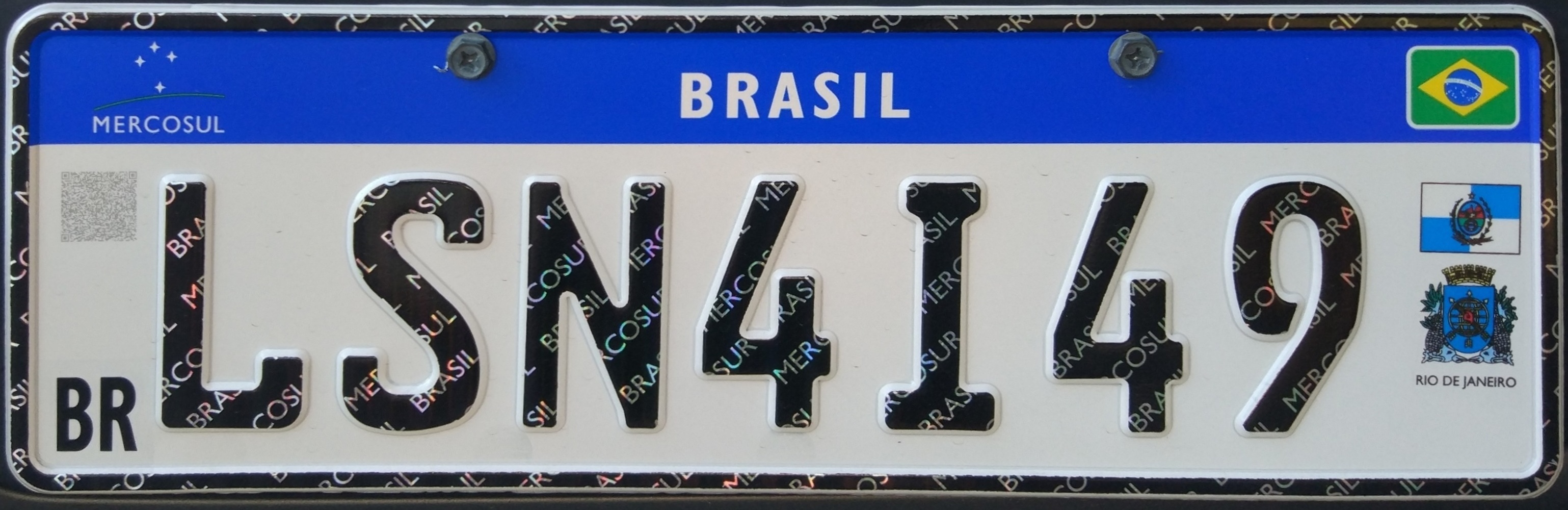
Brazylia
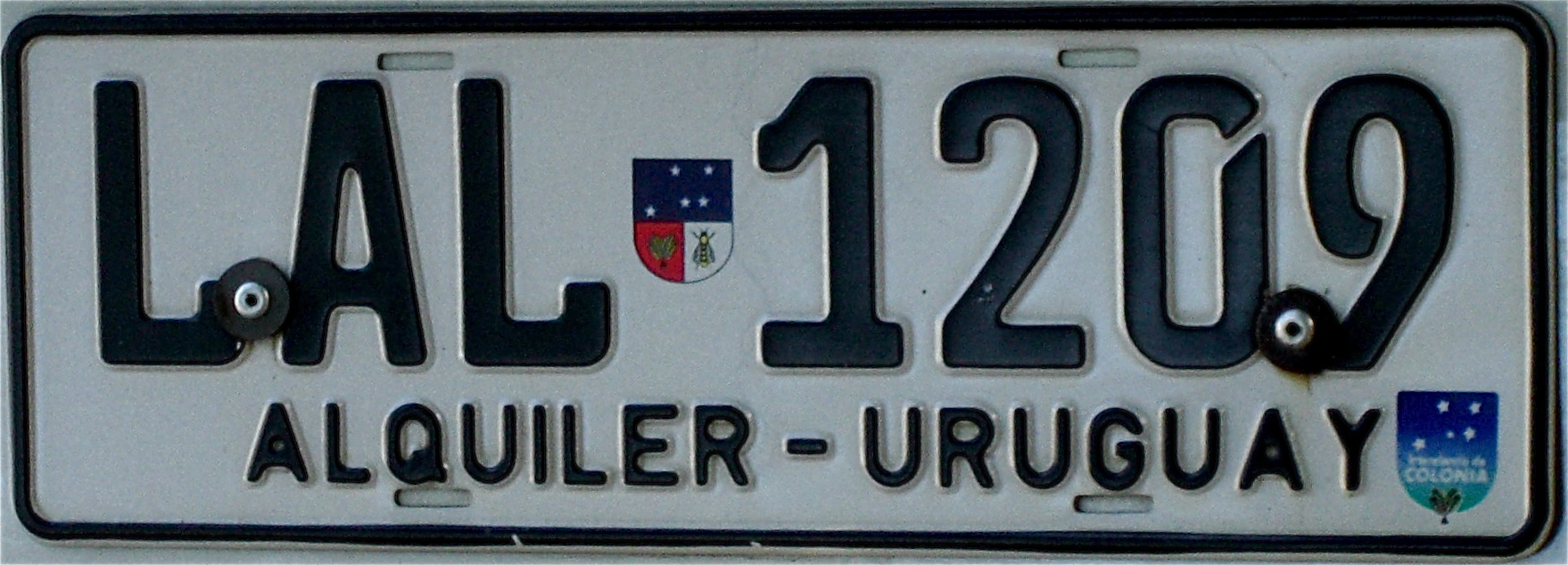
Urugwaj
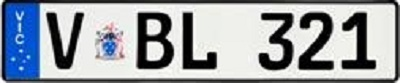
Wiktoria
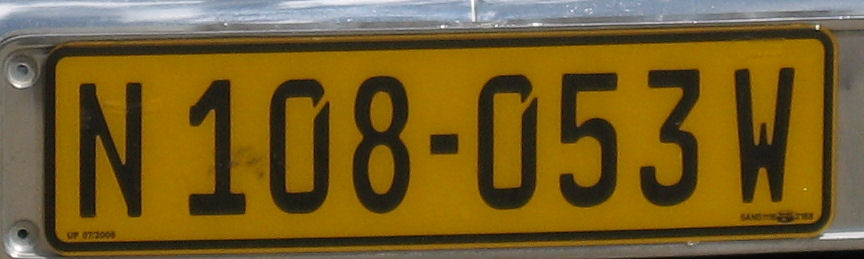
Namibia
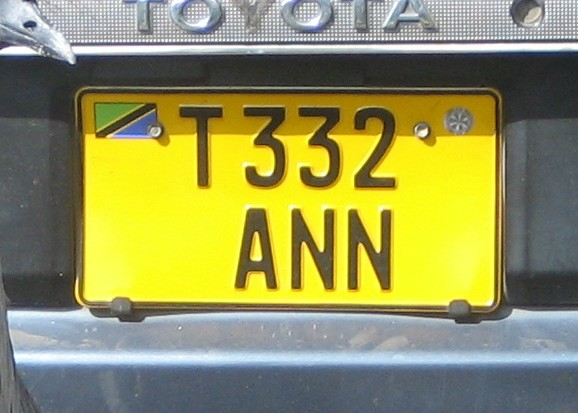
Tanzania